# 牛鏡
牛鏡（1527年—？），字公照，號近溪，直隸河間府獻縣人，民籍，明朝政治人物。

## 生平
嘉靖三十四年（1555年）乙卯科順天府鄉試第五十二名。嘉靖三十五年（1556年）聯捷丙辰科三甲第一百五十三名進士，户部观政，授直隶上海县知县，三十八年改官直隸丹陽縣知縣，四十一年升南京兵部主事。四十二年升员外、武库司署郎中，四十四年復除工部郎中，隆慶二年（1568年）升山东青州府知府。

## 家族
曾祖牛貞；祖父牛鳳，訓導；父牛垠，歲貢生、贈南京兵部郎中。母呂氏，封太安人。兄牛鑰、弟牛鈿、牛锳、牛锦。